# Physikotheologie
Die Physikotheologie (auch Naturtheologie) ist eine theologische Richtung, in der der rationalistische Erweis der Existenz Gottes in den Wundern seiner Schöpfung (der Natur, griech. physis) erblickt wird; zur Entwicklung siehe: Theologischer Rationalismus.
Insofern physikotheologische Positionen den Erweis von Gottes Existenz aus der Natur reklamieren, besteht Verwandtschaft zur natürlichen Theologie, die mit philosophischen Mitteln (der „natürlichen Vernunft“) anstatt unter Rückgriff auf Offenbarungswissen Erkenntnisse über Gott zu erheben versucht. Der Begriff der Physikotheologie findet jedoch engere Verwendung für den Beweis aus Wundern und zweckhafter Einrichtung, der in scholastischen Formen natürlicher Theologie unter den kosmologischen oder teleologischen Gottesbeweis oder unter die extrinsischen (dem Inhalt des Glaubens äußerlichen) Glaubensgründe fällt. Zudem findet „Physikotheologie“ in der Regel nur Verwendung für Autoren ab dem 16. Jahrhundert.

## Ideengeschichte
Ein Überwältigtsein von den Wundern der Natur findet sich schon im Barock, ausgelöst durch die einschneidende Veränderung des Weltbildes nach Nicolaus Copernicus, Giordano Bruno und Galileo Galilei. Unter den physikotheologischen Vertretern sind nun entsprechende Gottesbeweise (der sog. ›physikotheologische‹ wie auch ›physiko-teleologische‹ Beweis) beliebt.
In der der betrachteten Natur entsprechenden Mannigfaltigkeit finden sich dann auch terminologische Abwandlungen, wie Astro-, Hydro-, Ichthyo-, Insecto-, Litho-, Pyrotheologie (und mindestens 30 weitere). Ihr einflussreichster Vertreter war der Schriftsteller und Hamburger Senator Barthold Brockes (1680–1747) mit seiner Gedichte-Sammlung Irdisches Vergnügen in Gott, bestehend in Physicalisch- und Moralischen Gedichten (1721–48 in neun Bänden), in dem wie im Barock zwar die Huldigung der Natur und der Schöpfung immer noch im Mittelpunkt steht, aber nunmehr um die präzise und analytische Betrachtung derselben ergänzt ist. Auch Johann Albert Fabricius und sein Kreis – Johann Christoph, Christian Wolff, Hermann Samuel Reimarus und Michael Richey – haben zu dieser Gattung in Deutschland stark beigetragen. Anders als Brockes betonen sie – aufbauend auf der Physikotheologie des anglikanischen Geistlichen William Derham – die besondere Rolle der Vorsehung Gottes bei der Ordnung der Natur. Derartige Schriften haben auch bei Naturwissenschaftlern wie Carl von Linné große Wirkung gehabt und letztlich dafür gesorgt, dass bereits in der Frühzeit der Biologie ökologische Zusammenhänge betrachtet werden konnten, indem versucht wurde „gesetzmäßige Zusammenhänge zwischen den Arten festzustellen“ (Schramm 1984, S. 25).
In der Germanistik ist die Physikotheologie relevant bei der literarischen Verarbeitung der Ergebnisse der modernen Naturwissenschaften im Spannungsfeld zur orthodoxen Religiosität dieser Zeit. In diesem Lichte sind auch die Naturgedichte Brockes’ zu sehen: Das Ich des Dichters zeigt sich in Brockes’ Dichtung stets fasziniert von der Perfektion der Schöpfung und beschreibt diese naturwissenschaftlich präzise, um anschließend dies als Wunder und Zeichen der Größe Gottes einzuordnen – Naturwissenschaft wird also als Gottesbeweis instrumentalisiert. In diesem Sinne ist die Physikotheologie das Gegenteil eines technokratischen Atheismus, wie ihn z. B. in der Moderne die Figur Faber in Frischs Homo faber verkörpert.
In einer radikalisierten Form findet sich die Physikotheologie dann auch bei Johann Christian Edelmann (1698–1767) und dem Wolffianer Lorenz Schmidt, welch letzterer in seiner sog. Werthheimer Bibelübersetzung (1735) die komplette Neudichtung des Pentateuch im Sinne der Aufklärung bot und dafür als Religionsspötter ins Gefängnis gehen musste.
Die Physikotheologie spielte im 17. Jahrhundert zur Zeit der aufkommenden Naturwissenschaften durchaus eine wichtige Rolle, weil durch die theologische Deutung naturwissenschaftlicher Erkenntnisse eine Symbiose zwischen Theologie und Naturwissenschaften eingegangen werden konnte, die für beide Seiten von Vorteil war. Immanuel Kant (Kritik der Urteilskraft § 85) versuchte zu zeigen, dass die im Rahmen der Physikotheologie angestrebten Gottesbeweise falsch und unzulässig sind, da sich angeblich alle Beweise auf den (ungültigen) Anselmschen Gottesbeweis zurückführen ließen. Kant trug entscheidend dazu bei, dass sich eine theologiefreie Naturwissenschaft entwickeln konnte, und Naturwissenschaften ohne theologische Deutungen auskommen. Kant wollte zudem zeigen, dass von einer teleologischen Betrachtung der Körperwelt, d. h. einer Betrachtung, die auf Zweckmäßigkeit gerichtet ist, nicht auf Gott als Endzweck geschlossen werden kann.

## Renaissance der Physikotheologie
Als quasi „postmoderne Physikotheologie“ begegnet das Intelligent Design, eine neuere Variante des Kreationismus. Diese Strömung konservativer Denkfabriken sucht teleologische Argumentationsweisen als wissenschaftliche zu legitimieren. Anhand der Komplexität von Lebewesen soll auf das Wirken eines Schöpfers oder Designers geschlossen werden. Dafür werden die in den Lebenswissenschaften methodisch unterstellten „Zwecke“ und „Funktionszusammenhänge“ in biologischen Systemen aber unter den aristotelischen Zweckbegriff (siehe auch Entelechie) subsumiert, aus Funktionen (in wissenschaftlichen Modellen) werden derart Ontologien gemacht.